# Kim Cooper (Sängerin)

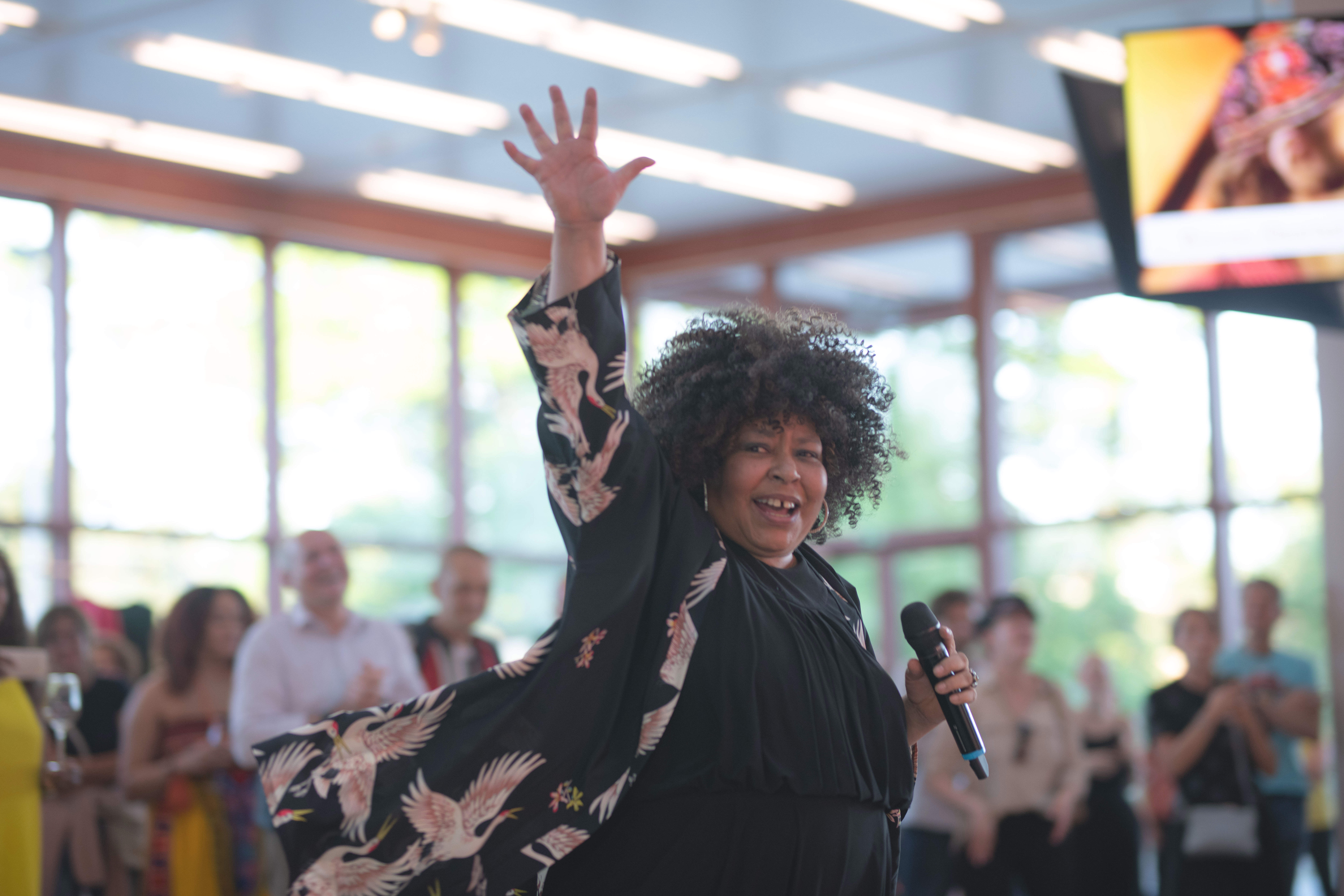
Kim Cooper (2022)

Kim Cooper (* 1958 in Harlem, New York City, New York, Vereinigte Staaten) ist eine US-amerikanische Sängerin, Komponistin und Produzentin. Sie war in den 1990ern und 2000er Jahren Teil des Soul/Jazz/Pop-Vokal-Trios The Rounder Girls, die als Österreichs Vertreter beim Eurovision Song Contest 2000 in Stockholm waren. Cooper lebt und arbeitet seit 1985 in Österreich.

## Leben
Cooper wuchs in Harlem und Long Island auf. Von früher Kindheit an wurde sie von ihrem Onkel, dem US-amerikanischen Jazz-Schlagzeuger Percy Brice, sowie von den New Yorker Soul-, Jazz-, Latin- und Disco-Szenen der 1980er beeinflusst. Cooper war Co-Produzentin und Frontperson von A Tribute to Black Icons, eine Revue-Show über schwarze US-amerikanische musikalische Talente wie Billie Holiday, Ella Fitzgerald, Stevie Wonder, u. a. Sie ist auf dem Funk-Album Return of the Old School von The Freedom Warriors vertreten und hat Songs mitgeschrieben. Sie trat 2017 mit ihrer Solo Music Comedy Show, Sag es auf Germlish in Wien auf. Sie ist seit 2018 Gastsolistin und Komponistin bei The Gospel Project, ein Gospelchor in Österreich.

## Karriere

### Anfänge
Cooper war Teil der Wiener Eurodance-Gruppe Beat 4 Feet, die in den 1990er-Jahren mehrmals in den österreichischen Charts vertreten war und sang als Frontwoman der Bluesband Kim Cooper & The Darktown White Boys die im Lokal Roter Engel begann. Anfang der 1990er Jahre sang sie in mehreren afrikanischen Sprachen, tanzte, und spielte Percussion in den Bands Naniamé und Sanza. In den 90ern setzte sie mit den Dancefloor-Sounds von Danube Dance und Club 69, mit dem Grammy-Gewinner und Produzenten Peter Rauhofer, mit internationalen Hits wie Unique, Let Me Be Your Underwear, Drama, und Diva ihre musikalische Karriere fort. Gemeinsam mit ihrem Partner Anthony Löwstedt formierte sie das Komponisten-Duo Loco. "Unique" wurde gesampelt auf Beyoncé's Album "Renaissance" (2022) wieder aktuell. Die Stimme und der Gesang Coopers sowie Komponistenanteile für Loco erschienen somit auf den Tracks "Alien Superstar" und "Cozy", sowohl auf das Album wie auch auf die darauffolgende Welttournée Beyoncé's und im Konzertfilm "Renaissance: A Film by Beyoncé". Sebastian Fasthuber: "Eigentlich ist das aber gar nicht so crazy". 3. August 2022, abgerufen am 29. Dezember 2024.

### The Rounder Girls
The Rounder Girls bestanden aus Kim Cooper, Lynne Kieran und Tini Kainrath. Sie traten 1998 beim Besuch von Papst Johannes Paul II. auf und sangen für Österreich im Jahr 2000 beim Eurovision Song Contest den Beitrag All to You, welcher den 14. Platz erreichte. Dass Schwarze Künstlerinnen für Österreich auftraten, kann als politisches Statement des ORF gelesen werden. Österreich war Anfang des Jahres als Reaktion auf die Regierungsbeteiligung der rechts-populistischen Partei FPÖ von den EU-Mitgliedstaaten sanktioniert worden.
Die Auftritte von The Rounder Girls waren über ihre gesanglichen Leistungen hinaus politisch relevant. Mit ihrer bloßen öffentlichen Präsenz setzten sie ein Zeichen für ein kulturell vielfältiges Europa im Gegensatz zur rassistischen Politik der FPÖ/ÖVP-Koalitionsregierung. Ebenso nahmen The Rounder Girls an öffentlichen Demonstrationen gegen die Regierung und deren Anti-Migrationspolitik teil.
2003 spielte die Gruppe bei dem Montreux Jazz Festival und im folgenden Jahr tourte sie mit Gloria Gaynor. Beim Jazzfest Wien 2008 sang sie in der Staatsoper Wien als Vorgruppe von Roberta Flack. Neben Auftritten in Europa spielte das Gesangs-Trio auch in Hongkong und den USA. 1999 feierte der Dokumentarfilm The Rounder Girls unter der Regie von Sabine Derflinger und Bernhard Pötscher über sie Premiere.
Mit dem Tod von Lynne Kieran im Jahr 2013 löste sich die Gruppe The Rounder Girls auf.

### A Tribute to Black Icons, Gospel und die Viennese Ladies
Nach ihrer Zeit mit den Rounder Girls produzierte Cooper A Tribute to Black Icons, eine Revue mit vorrangig US-amerikanisch/britischer Soul-Musik von etwa Billie Holiday, Ella Fitzgerald und Stevie Wonder, bei der sie auch selbst auf der Bühne stand. In den Jahren 2017 und 2018 tourte sie mit ihrer musikalischen Solo-Comedy-Show Sag es auf Germlish, in der sie ihr eigenes Code-Switching humorvoll reflektiert. Weiterhin arbeitet sie mit The Freedom Warriors für das Album Return of the Old School zusammen, sowie seit 2018 mit The Gospel Project, einem Gospelchor in Österreich.
Seit 2017 ist sie gemeinsam mit u. a. Meena Cryle, Betty Semper, Niddl, Marjorie Etukudo, und Aminata Seydi Teil der Viennese Ladies, die mit einem Tribut-Programm für Etta James durch Österreich tourten. 2023 erschien das erste Album der Viennese Ladies, Enlightenment.
2019 bis 2021 moderierte sie die Interviewsendung Let’s Talk beim Wiener Lokalfernseher Okto, für die sie u. a. Maya Hakvoort, Stella Jones, Betty Semper, Marjorie Etukudo, Hilde Fehr, Jawara, Monika Ballwein, Michael Seida und Mireille Ngosso interviewte.

### Andere Auftritte
Kim Cooper hat in folgenden TV-Sendungen und Filmen und mitgespielt:

#### Fernsehen
- 1990 Live am Samstag, ORF
- 1991–1993 X-Large, ORF/3Sat - X-Large war eine österreichische Jugend- und Musiksendung, die ab September 1987 bis 1995 im Vorabendprogramm des ORF und von 3sat ausgestrahlt wurde.
- 1994 Le monde est à vous, France 2/TV5 -  - Le monde est à vous ist eine Unterhaltungssendung, die von Jacques Martin zwischen 1987 und 1997 ausgestrahlt wurde.
- 2000 Eurovision Song Contest (The Rounder Girls), Eurovision - The Rounder Girls sangen für Österreich im Jahr 2000 beim Eurovision Song Contest den Beitrag „All to You“[23]
- 2009 Der wilde Gärtner: Das härteste Gartenmagazin der Welt, ORF - Kim Cooper spielte in der Comedyserie eine der drei Tanten,[24] neben ihren Trio-Mitgliedern von The Rounder Girls unter der Regie von Florian Kehrer[25]
- 2019–2021 Let‘s Talk[22], OKTO - In ihrer Show Let‘s Talk, interviewte Kim Cooper Persönlichkeiten aus Kunst, Kultur und Politik[22]

#### Film
- 1984 Dance Black America[26]
- 1999 The Rounder Girls[27]

#### Theater/Musicals
Neben ihrer Musik-, Film- und TV-Karriere hat Kim Cooper auch in verschiedenen Theater und Musicals in New York, USA sowie in Wien, Österreich mitgewirkt.
- 1979 Eubie! – Chorus/Stand-in (Ambassador Theater, Broadway, New York)[28]
- 1984 A Midsummer Night’s Dream/The Faerie Queen – Puck (SUNY Theater, New York)
- 1988–1991 Born on Earth (Österreich)
- 1999 The Wiz (Szene Wien)
- 2000 An Evening with Marcel Prawy – Leonard Bernstein & Robert Stolz (Theater an der Wien)
- 2005 A Tribute to Black Music - A Celebration of Musicals (Akzent Theater Wien)[29]
- 2007 Little Shop of Horrors (Gloria Theater, Wien)[30]
- 2009 Jesus Christ Superstar (Museums Quartier, Wien)[31]
- 2012– A Tribute to Black Icons (Österreich, von Lynne Kieran and Kim Cooper produziert)[32]
- 2013–2014 Voices of Musical (Österreich, mit Maya Hakvoort u. a.)
- 2014 Voices of Musical Christmas (Österreich, mit Maya Haakvort u. a.)[33]
- 2015–17 Sag’ es auf Germlish (Österreich, A Music Comedy)[19]
- 2016–2017 The Soul of Gospel (Akzent Theater Wien)[34]
- 2022 GOSPEL project - LIVE IN CONCERT (Expedithalle Wien)[35]

## Diskographie
| Jahr | Titel                                                 | Künstler                                | Musiklabel                                                                                      | Versionen veröffentlicht | Anmerkungen                     |
| 1991 | Sister Soul & Mister Beat                             | Beat 4 Feet featuring Kim Cooper        | GiG Records, Desire Records, Pan Pot, Zoo Entertainment                                         | 11                       |                                 |
| 1991 | Unique                                                | Danube Dance featuring Kim Cooper       | GiG Records, Jive, Gem Records, Tribal America, Flying International, Dance Pool I.R.S. Records | 13                       |                                 |
| 1991 | Eh Mama                                               | Beat 4 Feet featuring Kim Cooper        | GiG Records                                                                                     | 4                        |                                 |
| 1992 | Flip a Coin                                           | Beat 4 Feet featuring Kim Cooper        | GiG Records                                                                                     |                          |                                 |
| 1992 | Let Me Be Your Underwear                              | Club 69 featuring Kim Cooper            | GiG Records                                                                                     | 17                       |                                 |
| 1993 | So Real                                               | Beat 4 Feet                             | GiG Records                                                                                     |                          | Album                           |
| 1994 | Short 'n Sweet                                        | The Rounder Girls                       | Even Rounder Records                                                                            |                          | Album                           |
| 1994 | Sugar Pie Guy                                         | Club 69                                 | GiG Records / Mercury                                                                           |                          |                                 |
| 1994 | Pleasure                                              | Club 69 featuring Kim Cooper            | GiG Records                                                                                     |                          |                                 |
| 1994 | Fantasy                                               | Club 69 featuring Kim Cooper            | GiG Records                                                                                     |                          |                                 |
| 1994 | Adults Only                                           | Club 69                                 | GiG Records                                                                                     |                          | Album                           |
| 1994 | Freedom 2 Come                                        | The Rounder Girls                       | Hope Records                                                                                    |                          | auf dem Album Kurzschluß        |
| 1995 | Sugar Pie Guy / Warm Leatherette                      | Club 69                                 | Tribal America / I.R.S. Records                                                                 |                          |                                 |
| 1995 | Diva                                                  | Club 69 featuring Kim Cooper            | Tribal America                                                                                  |                          |                                 |
| 1996 | The Rounder Girls Live                                | The Rounder Girls                       | Koch International                                                                              |                          | Album                           |
| 1997 | Let Me Be Your Underwear / Always Unique              | Club 69 featuring Kim Cooper            | Twisted America / MCA                                                                           |                          |                                 |
| 1997 | Drama                                                 | Club 69 featuring Kim Cooper            | Twisted America                                                                                 |                          |                                 |
| 1997 | Style                                                 | Club 69                                 | GiG Records                                                                                     |                          | Album                           |
| 1998 | Ain't No Mountain High Enough                         | The Rounder Girls                       | Koch International                                                                              |                          |                                 |
| 1999 | Songs from the Film and Others                        | Even Rounder Records                    | The Rounder Girls                                                                               |                          | Album                           |
| 1999 | Re-Styled                                             | Club 69                                 | Twisted America                                                                                 |                          | Album                           |
| 2000 | All to You                                            | The Rounder Girls                       | Koch International                                                                              |                          |                                 |
| 2001 | La Dolce Vita                                         | The Rounder Girls                       | Koch Records Europe                                                                             |                          |                                 |
| 2002 | Impress Me                                            | Jamie Lewis & DJ Pippi feat. Kim Cooper | Purple Tracks / Conya                                                                           |                          |                                 |
| 2002 | Unwrapped Around Christmas                            | The Rounder Girls                       | Even Rounder Records                                                                            |                          | Album                           |
| 2003 | This Is My House / Unique                             | Peter Rauhofer / Kim Cooper             | Star 69                                                                                         |                          |                                 |
| 2005 | Love the Skin You're In                               | The Rounder Girls                       | Even Rounder Records                                                                            |                          | Album                           |
| 2006 | So Sexy                                               | Jamie Lewis & DJ Pippi feat. Kim Cooper | Purple Tracks / Purple Music                                                                    |                          |                                 |
| 2009 | Come into My Garden / auf dem Album Der wilde Gärtner | The Rounder Girls                       |                                                                                                 |                          | auf dem Album Der wilde Gärtner |
| 2009 | Mo’ Butter                                            | Jamie Lewis feat. Kim Cooper            | Purple Music                                                                                    | 2                        |                                 |
| 2009 | Global Kryner versus The Rounder Girls                | BlauZucker                              |                                                                                                 |                          | Album                           |
| 2010 | Men                                                   | The Rounder Girls                       | Even Rounder Records                                                                            |                          | Album                           |
| 2011 | 1001                                                  | Jamie Lewis feat. Kim Cooper            | Purple Tracks / Purple Music                                                                    |                          |                                 |
| 2012 | Obsession                                             | Jamie Lewis feat. Kim Cooper            | Purple Tracks                                                                                   | 2                        |                                 |
| 2012 | Women                                                 | The Rounder Girls                       | Even Rounder Records                                                                            |                          | Album                           |
| 2012 | Gospel Reflections                                    | The Rounder Girls                       | Even Rounder Records                                                                            |                          | Album                           |
| 2015 | Naked                                                 | Jamie Lewis feat Kim Cooper             | Purple Tracks                                                                                   | 2                        |                                 |
| 2016 | Blush                                                 | Farewell Dear Ghost feat. Kim Cooper    | Schönwetter                                                                                     |                          | auf dem Album Neon Nature       |
| 2019 | Unique Diva Drama                                     | Jamie Lewis & Kim Cooper                | Purple Tracks                                                                                   |                          |                                 |
| 2020 | Return Of The Old School                              | The Freedom Warriors                    | Bigbaba Records                                                                                 |                          | Album                           |
| 2021 | Surprise                                              | Jamie Lewis and Kim Cooper              | Purple Tracks                                                                                   |                          |                                 |
| 2022 | Alien Superstar                                       | Beyoncé                                 | Columbia                                                                                        |                          | auf dem Album Renaissance       |
| 2022 | Cozy                                                  | Beyoncé                                 | Columbia                                                                                        |                          | auf dem Album Renaissance       |
| 2023 | Enlightenment                                         | Viennese Ladies                         | K. Music Records                                                                                |                          | Album                           |